# Naturbahnrodel-Weltmeisterschaft 2025
Die 25. FIL Naturbahnrodel-Weltmeisterschaft fand vom 17. bis 19. Januar 2025 in Kühtai statt. Die Einsitzer-Wettkämpfe wurden in drei, jene der Doppelsitzer in zwei Wertungsläufen ausgetragen. Bei den Männern gewann der Österreicher Michael Scheikl und bei den Frauen die Italienerin Evelin Lanthaler. Der Sieg im Doppelsitzer-Wettbewerb ging an Matthias Lambacher und Peter Lambacher aus Italien.

## Herren-Einsitzer
| Platz | Name                 | Zeit (min) |
| ----- | -------------------- | ---------- |
| 01    | Michael Scheikl      | 2:48,03    |
| 02    | Daniel Gruber        | 2:49,35    |
| 03    | Patrick Pigneter     | 2:49,69    |
| 04    | Florian Clara        | 2:49,76    |
| 05    | Fabian Brunner       | 2:50,33    |
| 06    | Fabian Achenrainer   | 2:50,63    |
| 07    | Vid Kralj            | 2:51,41    |
| 08    | Stefan Federer       | 2:52,79    |
| 09    | Florian Markt        | 2:52,96    |
| 10    | Sebastian Feldhammer | 2:53,04    |

Datum: 19. Januar 2025

Es waren 33 Teilnehmer am Start.

## Damen-Einsitzer
| Platz | Name               | Zeit (min) |
| ----- | ------------------ | ---------- |
| 01    | Evelin Lanthaler   | 2:51,79    |
| 02    | Riccarda Ruetz     | 2:52,90    |
| 03    | Jenny Castiglioni  | 2:54,10    |
| 04    | Nadine Staffler    | 2:54,21    |
| 05    | Tina Unterberger   | 2:54,43    |
| 06    | Daniela Mittermair | 2:55,13    |
| 07    | Lisa Walch         | 2:56,24    |
| 08    | Tina Stuffer       | 2:57,39    |
| 09    | Naomi Thöni        | 2:57,95    |
| 10    | Carina Miller      | 3:02,03    |

Datum: 19. Januar 2025

Es waren 18 Teilnehmerinnen am Start.

## Doppelsitzer
| Platz | Name                                       | Zeit (min) |
| ----- | ------------------------------------------ | ---------- |
| 01    | Matthias Lambacher – Peter Lambacher       | 2:01,34    |
| 02    | Maximilian Pichler – Nico Edlinger         | 2:01,60    |
| 03    | Tobias Paur – Andreas Hofer                | 2:02,82    |
| 04    | Gabriel Halcin – Samuel Halcin             | 2:05,22    |
| 05    | Peter Neupauer – Dominik Neupauer          | 2:08,11    |
| 06    | Viorel Andrei Deac – Cornel Alexandru Coca | 2:09,42    |
| 07    | Wojciech Kwiecinski – Patryk Hudy          | 2:11,87    |
| 08    | Konrad Plonka – Nikolas Dawidowski         | 2:13,37    |

Datum: 18. Januar 2025

## Teambewerb
| Platz | Name                                            | Zeit (min) |
| ----- | ----------------------------------------------- | ---------- |
| 01    | ItalienEvelin Lanthaler Daniel Gruber           | 1:56,50    |
| 02    | ÖsterreichRiccarda Ruetz Michael Scheikl        | 1:57,26    |
| 03    | DeutschlandLisa Walch Simon Dietz               | 2:00,00    |
| 04    | Vereinigte StaatenKatie Cookman Thomas Matthews | 2:06,35    |
| 05    | PolenMaja Poda Wojciech Kwiecinski              | 2:12,09    |
| 06    | RumänienMihaela Ionela Boca Viorel Andrei Deac  | 2:23,96    |

Datum: 19. Januar 2025

## Medaillenspiegel
| Platz | Land        | Gold | Silber | Bronze | Gesamt |
| ----- | ----------- | ---- | ------ | ------ | ------ |
| 1.    | Italien     | 3    | 1      | 3      | 7      |
| 2.    | Österreich  | 1    | 3      | 0      | 4      |
| 3.    | Deutschland | 0    | 0      | 1      | 1      |